# Séptima Avenida (línea Culver)
La Séptima Avenida o algunas veces llamada 7ª Avenida– Park Slope es una estación expresa en la línea Culver del Metro de Nueva York de la B del Independent Subway System (IND). La estación se encuentra localizada en Park Slope, Brooklyn entre la Séptima Avenida y la Novena Calle. La estación es servida por los trenes del servicio  y .